# 小川忠太郎
小川 忠太郎（おがわ ちゅうたろう、1901年（明治34年）1月10日 - 1992年（平成4年）1月29日）は、日本の剣道家。段位は全日本剣道連盟範士九段。小野派一刀流免許皆伝。警視庁剣道名誉師範。庵号は無得庵、道号
刀耕。

## 経歴
埼玉県熊谷市出身。国士舘高等科を卒業。1919年（大正8年）、高野佐三郎に入門。1934年（昭和9年）、大日本武徳会から剣道教士号を授与される。1940年（昭和15年）、笹森順造に入門し、後に笹森から小野派一刀流免許皆伝を授かる。1941年（昭和16年）、国士舘専門学校剣道主任教授に就任。
剣道は主に、斎村五郎、持田盛二に学ぶ。持田との「百回稽古」が出版されている。
小野派一刀流のほか、一刀正伝無刀流を石田和外に、直心影流法定を加藤完治に学ぶ。人間禅教団にて参禅、修行を終えて罷参底(はさんてい)の老居士となる。人間禅の師家に任命されようとしたが、剣道師範の仕事との両立が難しいという理由で本人が固辞した。また同教団付属宏道会の剣道師範となる。
1953年（昭和28年）、警視庁剣道指導室師範に就任。1967年（昭和42年）、同主席師範に昇任。1970年（昭和45年）、警視庁を退職し名誉師範の称号を授与される。
1975年（昭和50年）、全日本剣道連盟審議員として「剣道の理念」制定に尽力。自身の座右の銘とする。全剣連の講習会における剣道理念の解説は、剣禅に深い見識ある小川のみが行った。
1992年（平成4年）、死期を悟って辞世を詠み、数日後に死去。辞世の歌は「我が胸に　剣道理念抱きしめて　死に行く今日ぞ　楽しかりける」。